# Neomenias
Se llaman neomenias (de neo, nuevo; men, mes) o noumenia (en griego: griego, ‘luna nueva’) a las fiestas que desde la más remota antigüedad se celebraban en el novilunio de cada mes en Siria, Egipto, Grecia y Roma. 
Los judíos profesaban a este día una veneración especial practicando solemnes sacrificios. En Egipto, la principal ceremonia consistía en conducir con gran pompa los animales que correspondían al signo celeste en que iban a entrar el Sol y la Luna. En Grecia se ofrecían los sacrificios a todos los dioses especialmente a Apolo, considerado como el padre de la luz, de los meses, de las estaciones, del día y de la noche. Las neomenias se celebraban con juegos y festines públicos en los cuales ricos y pobres alternaban sin distinción: se dirigían a los dioses preces solemnes y además se tributaban homenajes religiosos a los héroes y semidioses. Se llamaban neomeniastes los que asistían a estas fiestas. 
Los romanos al admitir las neomenias las nombraron calendas. En el principio de cada mes hacían sacrificios y dirigían preces a los dioses en gratitud de los beneficios que dispensaban. Las calendas de marzo eran las más solemnes, porque en un principio, dicho mes fue el primero del año de los romanos.

## Tradición griega
La Noumenia es el primer día del mes, cuando la luz de la luna comienza a ser visible y se celebra en honor a Selene, Apolo Noumenios, Hestia y los Dioses del Hogar. La Noumenia también está considerada como la segunda fiesta del mes lunar, que comienza con las cenas de Hécate (la noche antes) y que termina con el día que rinde honores al Agatodemon.

### En Atenas
La Noumenia era considerada en palabras de Plutarco, como "el más sagrado de los días" y no eran permitidos otros festivales en ese día. No había ninguna reunión gubernamental programada. Este era un día de relax y banquete para los ciudadanos de Atenas, en sus casas, para hombres con fraternidades religiosas. También había competiciones de lucha libre en el gimnasio.
Era celebrada mediante un ritual público en la Acrópolis de Atenas y también en privado, ofreciendo incienso, guirnaldas florales y tortas de cebada colocados en los altares y santuarios de las casas, a Hécate y Hermes, los cuales habían sido frescamente limpiados el día anterior como parte del Deipnon (δείπνον). 
Los rituales oficiales para este día consistían en pequeñas ofrendas a los dioses y diosas vistos como protectores de Atenas, como Atenea Polias y Poseidón, pero el más importante era hecho a la serpiente guardián de la ciudad. La serpiente sagrada era guardada en el Erecteón, un templo que albergaba la estatua de culto de Atenea Polias, la marca del tridente de Poseidón y la fuente de agua salada, el olivo sagrado que brotó cuando Atenea golpeó la roca con su lanza, y los lugares de entierro de los dos primeros reyes de Ática, Cécrope y Erecteo. Se creía que la serpiente era el espíritu viviente del rey Cécrope.

### En otras ciudades griegas
De acuerdo con Heródoto, en Esparta el rey distribuía a los ciudadanos carne, viandas de cebada y vino durante la Noumenia.

## Prácticas modernas
Dentro del helenismo moderno, la Noumenia suele celebrarse acorde a los antiguos cultos, con banquetes especialmente elaborados para esa festividad, adornar las viviendas con guirnaldas florales, la quema de incienso en honor a Selene, Apolo, Hestia y los dioses del hogar en los altares familiares, el reemplazo del contenido de la jarra sellada Kathiskos (que suele contener agua, aceite, frutos y pequeñas porciones de comida) y el recitado del Himno Órfico IX entre otros rituales. La Noumenia se considera un día auspicioso para comenzar nuevos proyectos.